# Nobody Can Save Me
«Nobody Can Save Me», —en español: «Nadie Puede Salvarme»— es una canción del grupo de Rock alternativo estadounidense Linkin Park.
Forma parte del álbum One More Light lanzado el 19 de mayo de 2017.

## Vídeo Musical
La canción hasta ahora no cuenta con un vídeo musical oficial, pero se cuenta con un video con letra disponible.
La canción trata acerca de la depresión y apoyo emocional en los momentos difíciles, vagamente referenciada a la muerte del intérprete Chester Bennington.
El vídeo con letra fue lanzado el día 18 de mayo, un día antes de el lanzamiento oficial del álbum.